# Ernst Matthias von Borcke
Ernst Matthias von Borcke (* 1. April 1646 in Döbritz bei Neustettin; † 23. März 1728 in Dresden) war kursächsischer Generalleutnant und zuletzt Kommandant von Alt-Dresden. Er gehörte zu den Schlossgesessenen auf Labes, Regenwalde, Elvershagen, Reuden und Prembsloff.

## Herkunft
Seine Eltern waren der Landrat und Rittmeister Adrian von Borcke (* 1616; † Juli 1685) und dessen Ehefrau Abigail Sophie von Below aus dem Hause Peest (* um 1620; † 8. Januar 1679).

## Leben
Bis 1659 wurde er zu Hause erzogen. Er kam dann zu seinem Vetter Andreas Adrian von Borcke, der in Dresden Oberhofmeister des Kurfürstin war. Ernst Matthias blieb als Page am Hof. Der Kurfürst Johann Georg III. ließ ihn zum Artilleristen ausbilden. Nach abgelegter Prüfung am 10. April 1667 unterschrieb er persönlich den Lehrbrief. Anschließend reiste er mit einem Empfehlungsschreiben für den Prinzen Moritz von Nassau nach Holland. Die Holländer brauchten aber keine Soldaten, daher wandte sich nach Löwen, wo der Oberst von Knobelsdorff ein deutsches Regiment für Spanien warb. Dort wurde er als Fähnrich eingestellt. Aber der Friede von Aachen im Jahr 1668 beendete den Krieg und das Regiment wurde in Mons abgedankt. Borcke kehrte daraufhin nach Pommern zurück. Nach einem halben Jahr kehrte er wieder nach Holland zurück, blieb aber ohne Anstellung und kam 1671 wieder zum Hof in Dresden. Der Kurfürst nahm ihn in seine Dienste und er kam als Leutnant in das neuerrichtete Infanterie-Regiment des Herzogs Christian von Sachsen-Weißenfels. Er nahm an verschiedenen Feldzügen teil und erhielt 1676 die Kompanie des Oberstleutnant Fölkersam, der Kommandant von Alt-Dresden wurde. Außerdem wurde er Hauptmann und Kammerjunker. Bei der Armeereform von Johann Georg III. kam er als Major in das Infanterie-Regiment Flemming. Er kämpfte mit dem Regiment gegen die Türken und beim Entsatz von Wien. 1686 kam er als Oberstleutnant zum Generalmajor Klengel in die Garnison nach Dresden. Nach dem Tod des Fürsten wurde das Bataillon durch die Garde ersetzt und das Garnisonsbataillon zum Regiment Dohna aufgestockt. Das Regiment kämpfte im Reich und Borcke wurde zum Oberst ernannt. Außerdem wurde er Unterkommandant von Alt-Dresden und erhielt die Anwartschaft auf die Kommandeursstelle. Als 1693 der Oberst Leonhard Wilhelm von Fölkersam starb, wurde er tatsächlich dessen Nachfolger. 1701 wurde er zum Generalmajor und am 24. November 1714 Generalleutnant ernannt. Er war 36 Jahre Kommandant von Alt-Dresden und starb am 23. März 1728.
Am 18. Mai 1728 wurde er im Erbbegräbnis in Reuden beigesetzt.

## Familie
Er heiratete 1671 Ursula Elisabeth von Edling (* 16. September 1660; † 10. Juni 1729) aus dem Haus Ravenhorst. Das Paar hatte 16 Kinder, von denen 15 aber starben. Es überlebten eine Tochter und vier Söhne:
- Abigail Maria (1680–1750)

⚭ Magnus Gustav von Wedel a.d.H Braunsfurt
⚭ 1702 Hans Sigismund von der Pforte († 1719), a.d.H Wessenig
- Andreas Adrian (* 1679; † 13. April 1738) ⚭ Abigail Luise von Heydebreck († 1719)
- August Gottlieb (1696–1779), preußischer Hauptmann, Herr auf Elvershagen ⚭ Elisabeth Lybica von Wedel (* 1709)
- Otto Bernhard (1699–1785), Appellationsrat, Herr auf Reuden, Schriftsteller
- Ernst Bogislaus (1702–1776), Generalmajor[2] ⚭ Karoline Christine Wilhelmine von Metzsch († 16. Dezember 1795)